# Джордж Габрієль Стокс
Сер Джордж Габріє́ль Стокс, 1-й бароне́т (англ. Sir George Gabriel Stokes, 1st Baronet; 13 серпня 1819, Скрін — 1 лютого 1903, Кембридж) — британський математик і фізик ірландського походження.
Працюючи в Кембриджському університеті, зробив значний внесок у розвиток гідро- і газодинаміки (див. Рівняння Нав'є-Стокса), оптики і математики (див. Теорема Стокса). Був секретарем, а пізніше президентом Лондонського королівського товариства.
На честь Стокса названа одиниця кінематичної в'язкості, що входить в систему одиниць СГС — стокс.

## Біографія
Народився 13 серпня 1819 року у Скріні, графство Сліго, Ірландія. Був молодшим сином протестантського священика євангеліста Габрієля Стокса. У 1841 році закінчив Кембриджський університет, з 1849 року — професор математики цього університету. У 1857 році Стокс одружився. Помер в Кембриджі 1 лютого 1903 року.

## Наукова діяльність
Праці Стокса належать до теоретичної механіки, гідродинаміки, теорії пружності, теорії коливань, оптики, математичного аналізу і математичної фізики.
Одночасно із Філіпом Зейделем ввів (1848) поняття рівномірної збіжності послідовності та ряду.
Вивчаючи гідродинаміку в'язкої рідини, Стокс в 1845 році в роботі «Про теорію внутрішнього тертя у рухомих рідинах та про рівновагу і рух пружних твердих тіл» (опублікована у 1849 році) вивів диференціальне рівняння, яке описує течії в'язких (як правило, стисливих) рідин, зараз це рівняння має назву рівняння Нав'є — Стокса. Стокс вивів ці рівняння не вперше; раніше вони були отримані Клод-Луї Нав'є (1821 — для випадку нестисливої рідини), О. Коші (1828), С. Пуассоном (1829) та А. Сен-Венаном (1843). Але традицію пов'язувати ці рівняння перш за все з іменами Нав'є та Стокса історично можна пояснити, оскільки саме Стоксу належить варіант виведення цих рівнянь, який послідовно виходить із концептуальної концепції. Історик науки Й. Б. Погребиський відзначав, що «увага до фізичної сторони, врахування результатів експериментів, прозора кінематична картина руху та вичерпне формулювання вихідного динамічного „принципу“ — все це у поєднанні із декількома вдалими застосуваннями теорії зробило працю Стокса основним відправним пунктом для подальших робіт з теорії в'язких рідин».
Як і Коші у попередніх роботах, Стокс перед виведенням рівняння провів ретельний кінематичний аналіз, у якому він відкрив природу завихрення як локальної кутової швидкості.
Уявлення молекулярної механіки у Стокса відіграють допоміжну роль. Нехтуючи іррегулярною складовою швидкості рідини (яка залежить від відстаней між молекулами та їх взаємодії), Стокс оперував середньою (регулярною) швидкістю рідини довкола рідкої частинки. Вихідною гіпотезою при виведенні рівнянь руху в'язкої рідини була лінійна залежність шести компонент напруження від шести компонент швидкостей деформації рідкої частинки.
Розглядаючи рідину як суцільне середовище, Стокс звернувся до поняття внутрішнього тертя, і його трактування цього явища стало узагальненим трактуванням Ньютона. Спираючись на свої результати, Стокс вніс правки у виконаний раніше Ньютоном аналіз задачі про обертання в'язкої рідини у циліндрі. Як показав Стокс, помилка, допущена Ньютоном при розв'язанні цієї задачі, була в тому, що Ньютон замість моментів сил тертя, які діють на зовнішню та внутрішню поверхню кожного умовно виділеного в рідині циліндричного шару, розглядав власне ці сили. В результаті у Ньютона виявилося, що час одного оберту рідкої частинки залежить лінійно від радіуса циліндричного шару, а з результатів Стокса випливає, що цей час пропорційний квадрату радіуса.
Стоксу вдалося теоретично пояснити і формулу Гагена — Пуазейля для витрати в'язкої нестисливої рідини при стаціонарній течії в циліндричній трубі.
У 1848 році Стокс отримав диференціальне рівняння, яке описує закон зміни завихрення протягом часу. У 1851 році він вивів формулу для сили опору {\displaystyle F} , яка діє на тверду кулю при її повільному рівномірному русі у необмеженній в'язкій рідині. Ця формула — формула Стокса — має вигляд:
{\displaystyle F\;=\;6{\pi }R{\eta }u} ,
де {\displaystyle R} і {\displaystyle u} — радіус та швидкість кулі, {\displaystyle \eta } — динамічний коефіцієнт в'язкості рідини.
Також Стокс займався вивченням поглинання звуку в рідині; але аналіз Стокса був неповним, оскільки він як єдиний дисипативний механізм розглядав в'язкість, але не розглядав теплопровідність (що і неможливо було зробити до відкриття взаємозв'язку між теплотою та механічною роботою).
Щодо праць Стокса в галузі теорії пружності, то у вже згаданій праці «Про теорію внутрішнього тертя у рухомих рідинах та про рівновагу і рух пружних твердих тіл» він показав, що властивість пружних тіл здійснювати ізохронні коливання обумовлено тим, що при малих деформаціях напруження, які виникають в тілі, є лінійними функціями деформацій. Також Стокс досліджував динамічний прогин мостів.
В області оптики Стокс досліджував аберацію світла, кільця Ньютона, інтерференцію та поляризацію світла, електромагнітні спектри, люмінесценцію. У 1852 році встановив, що довжина хвилі фотолюмінесценції більша за довжину хвилі світла збудження (правило Стокса).
Ім'я Стокса носить також одна з важливих формул векторного аналізу — формула Стокса, яка пов'язує ротор векторного поля з циркуляцією цього поля по замкнутому контуру, що обмежує деяку ділянку орієнтованої поверхні. Дана формула була отримана у 1849 році Вільямом Томсоном; Стокс включив її у щорічний конкурсний математичний екзамен у Кембриджі, який він проводив з 1849 по 1882 роки.

## Визнання
З 1849 по 1903 роки Джордж Стокс переобирався почесним Лукасовським професором у Кембриджському університеті. За досягнення в галузі дослідження світла у 1852 році Стокс отримав медаль Румфорда від Лондонського королівського товариства, а у 1893 році — медаль Коплі. У 1889 році отримав дворянський титул баронета.
Був членом багатьох іноземних академій: Геттінгенської академії наук, Французької академії наук, Військово-медичної академії у Петербурзі та ін..
На його честь названа одиниця вимірювання в'язкості в системі СГС, астероїд 30566 Стокс, кратери на Місяці і на Марсі, мінерал стокезит.